# FK Shkëndija
Maillots
Actualités
Le Club de Football Shkëndija (en albanais : Klubi Futbollistik Shkëndija , et en macédonien : фудбалски клуб Шкендија ), plus couramment abrégé en KF Shkëndija, est un club macédonien de football fondé en 1979 et basé dans la ville de Tetovo.

## Historique

### Fondation et Premières Années (1979-1981)
Le KF Shkëndija est fondé le 27 août 1979 par des Albanais de Tetovo, en Macédoine du Nord (alors partie de la Yougoslavie). Son nom, signifiant "Étincelle" en albanais, reflète son rôle symbolique pour la communauté albanaise. Le club connaît une ascension rapide, remportant son premier match officiel 4-0 contre KF Kosmos en Ligue Communale, et obtient une promotion en deuxième division en 1981.
Cependant, son succès et sa popularité croissante inquiètent les autorités yougoslaves, qui le perçoivent comme un foyer du nationalisme albanais. Dans le contexte des manifestations albanaises de 1981, le régime suspend le club, qui disparaît de la scène footballistique officielle.

### Renaissance et Période de Reconstruction (1992-2000)
Avec l’indépendance de la Macédoine en 1991, Shkëndija renaît officiellement en 1992 grâce à un groupe d’anciens membres et de passionnés. Dès sa première saison, le club remporte la Ligue Communale et monte progressivement dans la hiérarchie du football macédonien. En 1995, Shkëndija accède pour la première fois à la Première Division (Prva Liga).
Après une seule saison parmi l’élite, des sanctions sévères de la Fédération de football, combinées à des tensions politiques, mènent à sa relégation. Ce n’est qu’en 2000 que le club retrouve la première division après plusieurs saisons en Ligue 2.

### Les Années de Crise et de Reconstruction (2001-2010)
La guerre civile en Macédoine (2001) perturbe la compétition et affecte le club, qui connaît des difficultés financières et administratives. En 2004, Shkëndija retrouve brièvement l’élite mais peine à s’imposer durablement, oscillant entre la première et la deuxième division.
En 2008, face à des problèmes économiques majeurs, le club est sauvé par un groupe de sponsors issus de la diaspora albanaise. Cette nouvelle stabilité permet à Shkëndija de retrouver la Première Division en 2010, amorçant une nouvelle ère.

### L’Âge d’Or et la Domination Nationale (2010-2021)
Le renouveau du club culmine avec le premier titre de champion de Macédoine en 2010-2011, décroché avec une série impressionnante de 16 victoires consécutives. Ce sacre permet à Shkëndija de faire ses débuts en Ligue des Champions en 2011, bien que le club soit éliminé par le Partizan Belgrade. La même année, il remporte également la Supercoupe de Macédoine.
Toutefois, des difficultés financières persistent, et en 2013, le club est au bord de l’effondrement. Face à cette situation, les supporters Ballistët (tirant leur nom des Ballistes, un mouvement nationaliste albanais actif durant la Seconde Guerre mondiale) lancent la campagne “Ecolog, Thuaj Po !” ("Ecolog, Dis Oui !"), demandant le soutien de l’entreprise Ecolog International, dirigée par Lazim Destani. La société reprend le club en 2013, stabilise les finances et met en place une gestion plus professionnelle.
Sous cette nouvelle direction, Shkëndija entre dans sa période la plus réussie :
- Champion de Macédoine en 2017-2018, 2018-2019 et 2020-2021
- Vainqueur de la Coupe de Macédoine en 2016 et 2018
- Participations régulières aux qualifications européennes (Ligue des Champions & Ligue Europa)
- Victoire historique contre le Milan AC (2017) en Ligue Europa

Le club devient un acteur majeur du football des Balkans, s’affirmant comme l’une des meilleures équipes de Macédoine du Nord.

### Un club en pleine expansion (2021 - Aujourd’hui)
En 2023, la municipalité de Tetovo annonce la construction d’un nouveau stade de 12 000 places, l’Ecolog Arena, qui remplacera l’actuel stade de la ville. Les travaux, commencés en avril 2024, devraient durer trois ans.
Aujourd’hui, le KF Shkëndija continue de porter les espoirs de la communauté albanaise de Macédoine du Nord et ambitionne de briller davantage sur la scène européenne.

## Bilan sportif

### Palmarès
| \| - Championnat de Macédoine du Nord (5) : - Champion : 2010-2011, 2017-2018, 2018-2019, 2020-2021 et 2024-2025. - Vice-champion : 2015-2016, 2016-2017 et 2023-2024. - Coupe de Macédoine du Nord (2) : - Vainqueur : 2015-2016 et 2017-2018. - Finaliste : 2005-2006, 2012-2013 et 2016-2017. \| \| - Supercoupe de Macédoine du Nord (1) : - Vainqueur : 2011. - Championnat de Macédoine du Nord de deuxième division (3) : - Champion : 1995-1996, 1999-2000 et 2009-2010. \| |  | |
| - Championnat de Macédoine du Nord (5) : - Champion : 2010-2011, 2017-2018, 2018-2019, 2020-2021 et 2024-2025. - Vice-champion : 2015-2016, 2016-2017 et 2023-2024. - Coupe de Macédoine du Nord (2) : - Vainqueur : 2015-2016 et 2017-2018. - Finaliste : 2005-2006, 2012-2013 et 2016-2017. |  | - Supercoupe de Macédoine du Nord (1) : - Vainqueur : 2011. - Championnat de Macédoine du Nord de deuxième division (3) : - Champion : 1995-1996, 1999-2000 et 2009-2010. |

### Bilan européen
Note : dans les résultats ci-dessous, le score du club est toujours donné en premier
| Saison    | Compétition             | Tour             | Club                 | Domicile | Extérieur | Total             |
| --------- | ----------------------- | ---------------- | -------------------- | -------- | --------- | ----------------- |
| 2011-2012 | Ligue des champions     | Deuxième tour Q  | Partizan Belgrade    | 0 - 1    | 0 - 4     | 0 - 5             |
| 2012-2013 | Ligue Europa            | Premier tour Q   | Portadown FC         | 0 - 0    | 1 - 2     | 1 - 2             |
| 2014-2015 | Ligue Europa            | Premier tour Q   | Zimbru Chișinău      | 2 - 1    | 0 - 2     | 2 - 3             |
| 2015-2016 | Ligue Europa            | Premier tour Q   | Aberdeen FC          | 1 - 1    | 0 - 0     | 1 - 1E            |
| 2016-2017 | Ligue Europa            | Premier tour Q   | Cracovia             | 2 - 0    | 2 - 1     | 4 - 1             |
| 2016-2017 | Ligue Europa            | Deuxième tour Q  | Neftchi Bakou        | 1 - 0    | 0 - 0     | 1 - 0             |
| 2016-2017 | Ligue Europa            | Troisième tour Q | FK Mladá Boleslav    | 2 - 0    | 0 - 1     | 2 - 1             |
| 2016-2017 | Ligue Europa            | Barrages Q       | KAA La Gantoise      | 0 - 4    | 1 - 2     | 1 - 6             |
| 2017-2018 | Ligue Europa            | Premier tour Q   | Dacia Chișinău       | 3 - 0    | 4 - 0     | 7 - 0             |
| 2017-2018 | Ligue Europa            | Deuxième tour Q  | HJK Helsinki         | 3 - 1    | 1 - 1     | 4 - 1             |
| 2017-2018 | Ligue Europa            | Troisième tour Q | FK Trakai            | 3 - 0    | 1 - 2     | 4 - 2             |
| 2017-2018 | Ligue Europa            | Barrages Q       | AC Milan             | 0 - 1    | 0 - 6     | 0 - 7             |
| 2018-2019 | Ligue des champions     | Premier tour Q   | The New Saints       | 5 - 0    | 0 - 4     | 5 - 4             |
| 2018-2019 | Ligue des champions     | Deuxième tour Q  | Sheriff Tiraspol     | 1 - 0    | 0 - 0     | 1 - 0             |
| 2018-2019 | Ligue des champions     | Troisième tour Q | Red Bull Salzbourg   | 0 - 1    | 0 - 3     | 0 - 4             |
| 2018-2019 | Ligue Europa            | Barrages Q       | Rosenborg BK         | 0 - 2    | 1 - 3     | 1 - 5             |
| 2019-2020 | Ligue des champions     | Premier tour Q   | JK Nõmme Kalju       | 1 - 2    | 1 - 0     | 2E - 2            |
| 2019-2020 | Ligue Europa            | Deuxième tour Q  | F91 Dudelange        | 1 - 2    | 1 - 1     | 2 - 3             |
| 2020-2021 | Ligue Europa            | Premier tour Q   | FK Sumgayit          | N/A      | 2 - 0     | 2 - 0             |
| 2020-2021 | Ligue Europa            | Deuxième tour Q  | FC Botoșani          | 0 - 1    | N/A       | 0 - 1             |
| 2020-2021 | Ligue Europa            | Troisième tour Q | Tottenham Hotspur    | 1 - 3    | N/A       | 1 - 3             |
| 2021-2022 | Ligue des champions     | Premier tour Q   | NŠ Mura              | 0 - 1    | 0 - 5     | 0 - 6             |
| 2021-2022 | Ligue Europa Conférence | Deuxième tour Q  | Riga FC              | 0 - 1    | 0 - 2     | 0 - 3             |
| 2022-2023 | Ligue Europa Conférence | Premier tour Q   | Ararat Erevan        | 2 - 0    | 2 - 2     | 4 - 2             |
| 2022-2023 | Ligue Europa Conférence | Deuxième tour Q  | Valmiera FC          | 3 - 1    | 2 - 1     | 5 - 2             |
| 2022-2023 | Ligue Europa Conférence | Troisième tour Q | AIK Solna            | 1 - 1 ap | 1 - 1     | 2 - 2 (2 - 3 tab) |
| 2023-2024 | Ligue Europa Conférence | Premier tour Q   | Haverfordwest County | 1 - 0    | 0 - 1 ap  | 1 - 1 (2 - 3 tab) |
| 2024-2025 | Ligue Conférence        | Premier tour Q   | FC Noah              | 1 - 2    | 0 - 2     | 1 - 4             |
| 2025-2026 | Ligue des champions     | Premier tour Q   | The New Saints       | 2 - 1 ap | 0 - 0     | 2 - 1             |
| 2025-2026 | Ligue des champions     | Deuxième tour Q  | FCSB                 | 1 - 0    | 2 - 1     | 3 - 1             |
| 2025-2026 | Ligue des champions     | Troisième tour Q | Qarabağ FK           | 0 - 1    | 1 - 5     | 1 - 6             |
| 2025-2026 | Ligue Europa            | Barrages Q       | Ludogorets Razgrad   | -        | -         | -                 |

Légende
- Victoire ou qualification pour le tour suivant
- Match nul
- Défaite ou élimination de la compétition

## Personnalités du club

### Présidents
- Abdylmenaf Bexheti
- Visar Bexheti

### Entraîneurs
| - Zoran Smileski (juillet 1992 - juin 1995) - Ajet Shosholli (1995 - 1996) - Edmond Miha (1999) - Zoran Smileski (juillet 1999 - juin 2000) - Idriz Sulejmani (2000 - 2001) - Zoran Smileski (2001) - Medin Zhega (2002) - Buran Beadini (2003 - 2004) - Iskender Junuzi (juillet 2004 - novembre 2004) - Nexhat Huseini (28 novembre 2004 - juin 2006) - Edmond Miha (2006 - avril 2007) - Ibrahim Ljuma (14 avril 2007 - juin 2007) - Qatip Osmani (juillet 2007 - octobre 2007) - Zoran Smileski (28 octobre 2007 - mars 2008) - Borce Hristov (21 mars 2008 - 1er mai 2008) - Ejup Sulejmani (2 mai 2008 - ?) - Zoran Stratev (janvier 2009 - juin 2009) - Qatip Osmani (juillet 2009 - septembre 2010) - Edmond Miha (16 septembre 2010 - 1er novembre 2010) - Qatip Osmani (6 novembre 2010 - 30 septembre 2011) | - Erhan Salimi (octobre 2011) - Nexat Shabani (11 octobre 2011 - 20 mars 2012) - Qatip Osmani (21 mars 2012 - 31 juillet 2012) - Ibrahim Luma (août 2012) - Artim Shaqiri (22 août 2012 - 4 juillet 2013) - Gjore Jovanovski (1er août 2013 - 24 novembre 2013) - Shpëtim Duro (24 novembre 2013 - 24 mai 2014) - Roy Ferenčina (6 juin 2014 - 31 août 2014) - Jeton Beqiri (septembre 2014) - Ardian Kozniku (4 septembre 2014 - 27 mars 2015) - Jeton Beqiri (27 mars 2015 - 25 mai 2015) - Shpëtim Duro (12 juin 2015 - 22 décembre 2015) - Bruno Akrapović (22 décembre 2015 - 27 octobre 2016) - Jeton Beqiri (28 octobre 2016 - 31 décembre 2016) - Thomas Brdarić (7 janvier 2017 - 10 mai 2017) - Erhan Salimi (mai 2017) - Qatip Osmani (juin 2017 - septembre 2019) - Erhan Salimi (septembre 2019 - octobre 2019) - Ernest Gjoka (10 octobre 2019 - ) |  |